# Kleiner Ulmenprachtkäfer

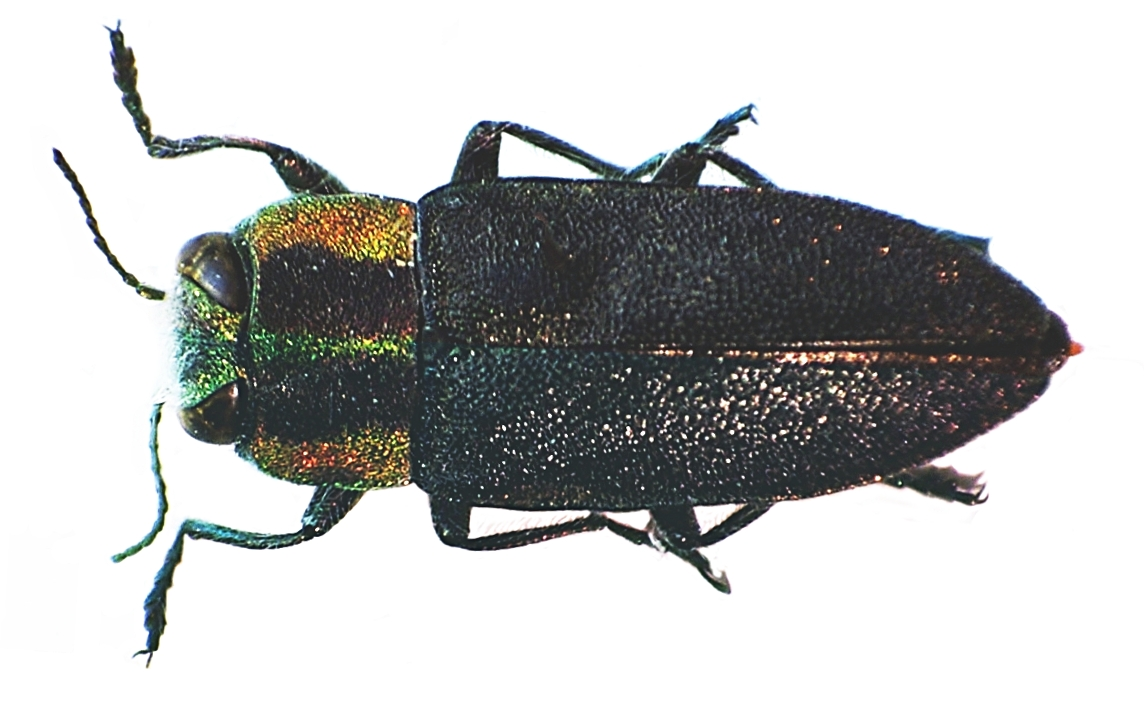
Bild 1: Aufsicht

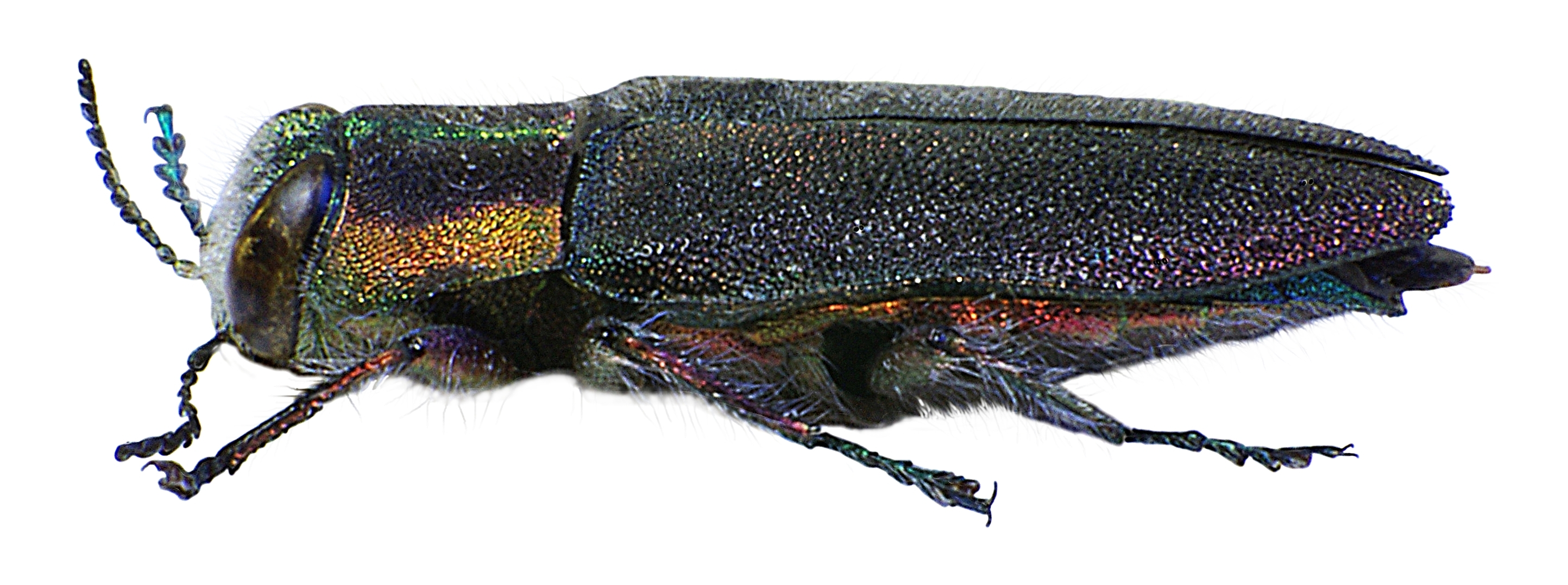
Bild 2: Seitenansicht

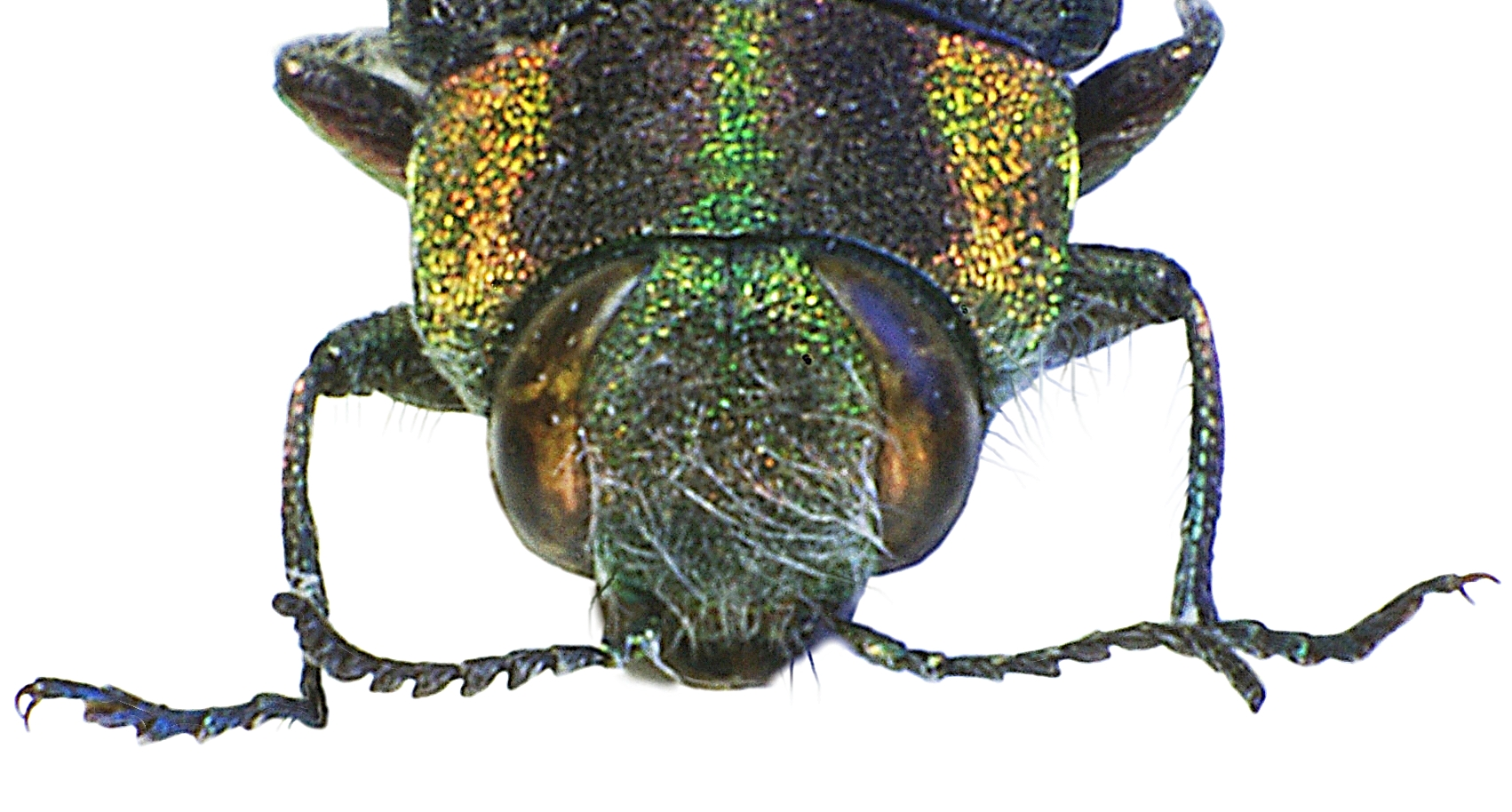
Bild 3: Kopf

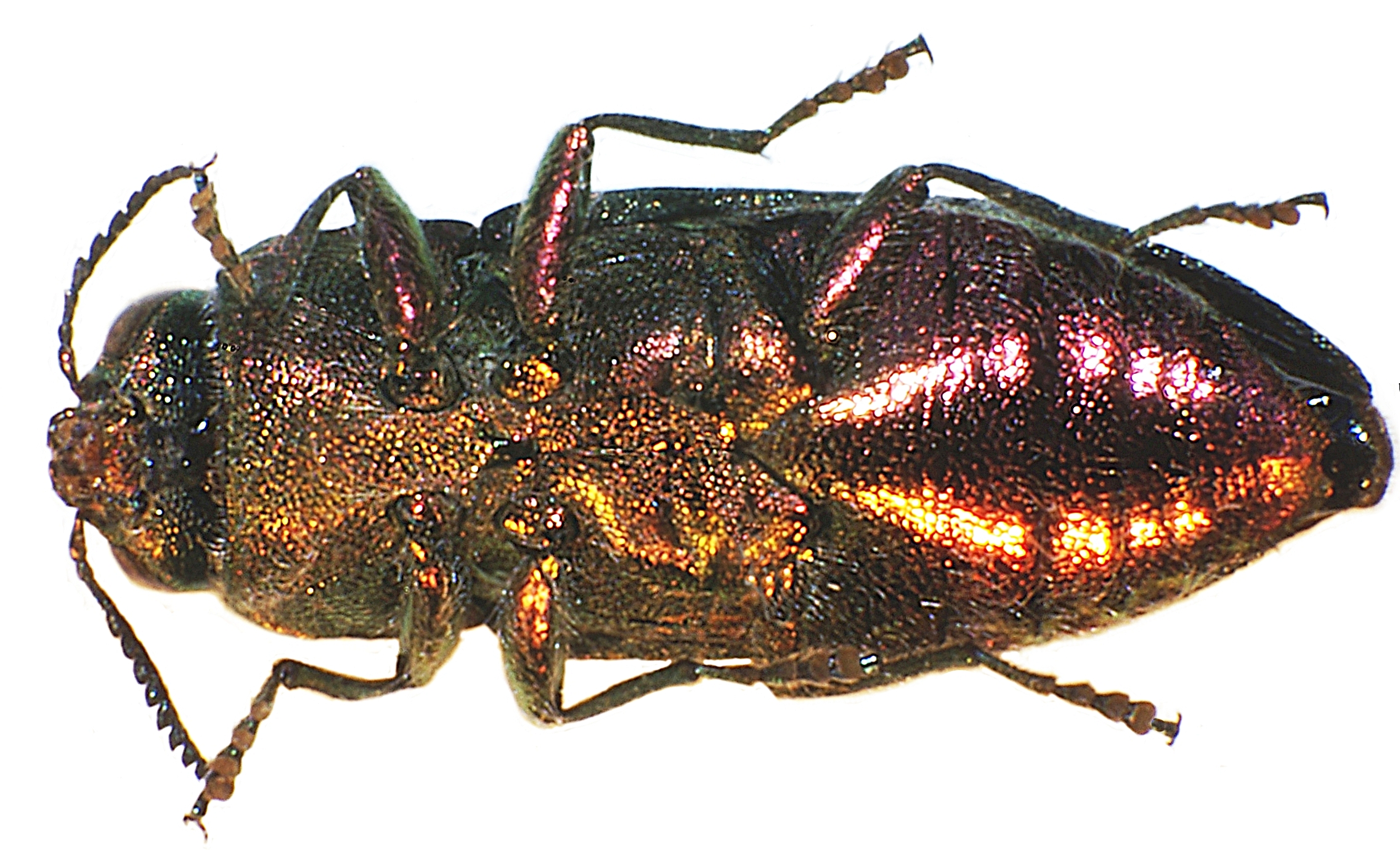
Bild 4: Unterseite

Der Kleine Ulmenprachtkäfer (Anthaxia manca) ist ein Käfer aus der Familie der Prachtkäfer (Buprestidae). Mit sieben bis elf Millimeter Länge gehört er zu den größeren Arten der Gattung Anthaxia. Die Färbung erinnert an die größeren Männchen des Ungarischen Prachtkäfers (Anthaxia hungarica), bei denen jedoch im Unterschied zum Kleinen Ulmenprachtkäfer die Flügeldecken eingebuchtet sind, wodurch ein Teil des Hinterleibs von oben sichtbar wird.
Die Art ist wie die meisten Prachtkäfer gemäß der  Bundesartenschutzverordnung gesetzlich besonders geschützt. In der Roten Liste gefährdeter Arten Deutschlands und in Sachsen-Anhalt wird die Art unter der Kategorie 2 (stark gefährdet) geführt. In Schleswig-Holstein gilt sie als ausgestorben oder verschollen, in Brandenburg als vom Aussterben bedroht. In Rheinland-Pfalz wird sie als gefährdet eingestuft (Kategorie 3).

## Bemerkungen zum Namen
Die Erstbeschreibung der Art erfolgte durch Linnaeus 1767 unter dem Namen Buprestis manca. Die Beschreibung enthält keinen Hinweis auf den Artnamen mánca (lat. verstümmelt). Der Name Ulmenprachtkäfer weist auf die Baumart hin, in der sich der Käfer gewöhnlich entwickelt. Der Zusatz „klein“ grenzt den Käfer gegen den Großen Ulmenprachtkäfer ab.
Der Gattungsname Anthaxia ist von altgr. άνθος ánthos, „Blüte“, und  άξιος áxios, „wert“ abgeleitet und soll schön gezeichnete Käfer bezeichnen.
Die Gattung Anthaxia ist in Europa in vier Untergattungen mit über hundert Arten vertreten. Weltweit gibt es über dreizehnhundert Arten.

## Merkmale des Käfers
Der Kopf ist viel breiter als lang und bis an den Hinterrand der großen Augen in den Halsschild zurückgezogen. Die Augen bedecken die Seiten des Kopfes und sind oben einander genähert (Bild 1, Bild 3). Die kurzen Fühler erreichen den hinteren Rand des Halsschildes nicht. Sie sind nach innen stumpf gezähnt und elfgliedrig. Die Oberlippe (Labrum) ist zweilappig. Die Oberkiefer (Mandibeln) sind kräftig, gebogen und spitz. Auf der Innenseite besitzen sie einen stumpfen Zahn. Die Kiefertaster sind lang, das Endglied spindelförmig und abgestutzt. Auch das letzte Glied der Lippentaster ist länglich und abgestutzt.
Die Stirn ist lang und dicht weißlich behaart (Bild 3). Diese Behaarung findet sich auch auf der Körperunterseite sowie an Schienen und Schenkeln der Beine. (Bild 2)
Die Flügeldecken sind flach und bedecken von oben gesehen den Hinterleib. Sie sind ohne Streifen oder Punktreihen, aber dicht punktiert. In den vorderen zwei Dritteln verlaufen ihre Seitenränder parallel, zur Spitze verengen sie sich. Die Flügeldecken sind einfarbig braun-bronzen, auch ihr Seitenrand ist nicht farblich abgesetzt.
Der Halsschild ist metallisch kupferrot und hat zwei dunkle Längsflecken. Er besitzt eine undeutliche Längsfurche und ist runzelig. Die Runzeln sind in Querrichtung betont. Die Halsschildseiten sind über die gesamte Länge leicht konvex gerundet; vorne sind sie winklig. Der Hinterrand des Halsschildes ist fast gerade, sein Vorderrand nur schwach zweibuchtig. Das Schildchen (Scutellum) ist klein und dreieckig.
Die Vorderhüfthöhlen, in denen die Vorderbeine eingelenkt sind, sind nach hinten offen. Die Vorderhüften sind kugelig und von einem breiten Fortsatz der Vorderbrust getrennt. Dieser Fortsatz läuft in eine Spitze aus, die die Mittelbrust überbrückt und diese dadurch scheinbar teilt (Bild 4). Die Hinterhüften liegen breit der Hinterbrust an und sind nach hinten zur teilweisen Aufnahme der Hinterschenkel ausgehöhlt (Schenkeldecken). Die Tarsen sind alle fünfgliedrig, die Krallen ungezähnt.

## Vorkommen
Die Käfer sind in Mitteleuropa hauptsächlich im Südwesten verbreitet. Man findet sie dort von April bis Juli hauptsächlich auf dem Holz der Brutbäume, seltener auf Blüten. Außerdem kommen die Käfer in Südeuropa, Osteuropa, Nordafrika und Asien vor.

## Lebensweise
Die wärmeliebende Art ist in sonnigen Flussauen, Auwäldern und Parks zu finden. Die Käfer halten sich auf sonnenexponierten Stämmen und Klaftern, vereinzelt auch auf Reisig auf, das von Borkenkäfern befallen ist.
Die Larven leben unter der Rinde und im Holz von Ulmen (Ulmus) und Linden (Tilia). Für ihre Entwicklung benötigen sie zwei bis drei Jahre.